# نغت فورموزي
النغت الفورموزي نوع نباتي شجري يتبع جنس النغت من الفصيلة القضبانية (باللاتينية: Betulaceae) في رتبة البلوطيات من ثنائيات الفلقة من النباتات المزهرة.

## البيئة والانتشار
موطنه جزيرة فورموزا في تايوان.